# مونوال
مونوال (املای صحیح به شکل m0n0wall) یک دیوار آتش توکار مبتنی بر فری‌بی‌اس‌دی است. مونوال ایمیج کوچکی است که می‌تواند بر روی حافظه فلش، سی‌دی-رام و دیسک سخت قرار گیرد. مونوال بر روی تعدادی از سیستم‌های توکار و رایانه‌های شخصی معمولی اجرا می‌شود. نسخه پی‌سی این دیوار آتش می‌تواند از روی یک دیسک زنده و یک فلاپی دیسک که حاوی تنظیمات و پیکربندی‌هاست، یا همینطور از روی یک کارت حافظه (مجهز به کنترلر IDE) اجرا شود. بدین ترتیب نیازی به استفاده از هارد دیسک نیست که باعث کاهش یافتن نویز و گرما خواهد شد. از جمله سیستم‌های دیگری که از مونوال مشتق شده‌اند می‌توان به پی‌اف‌سنس و نس۴فری اشاره کرد.